# Fiumi della Nuova Zelanda

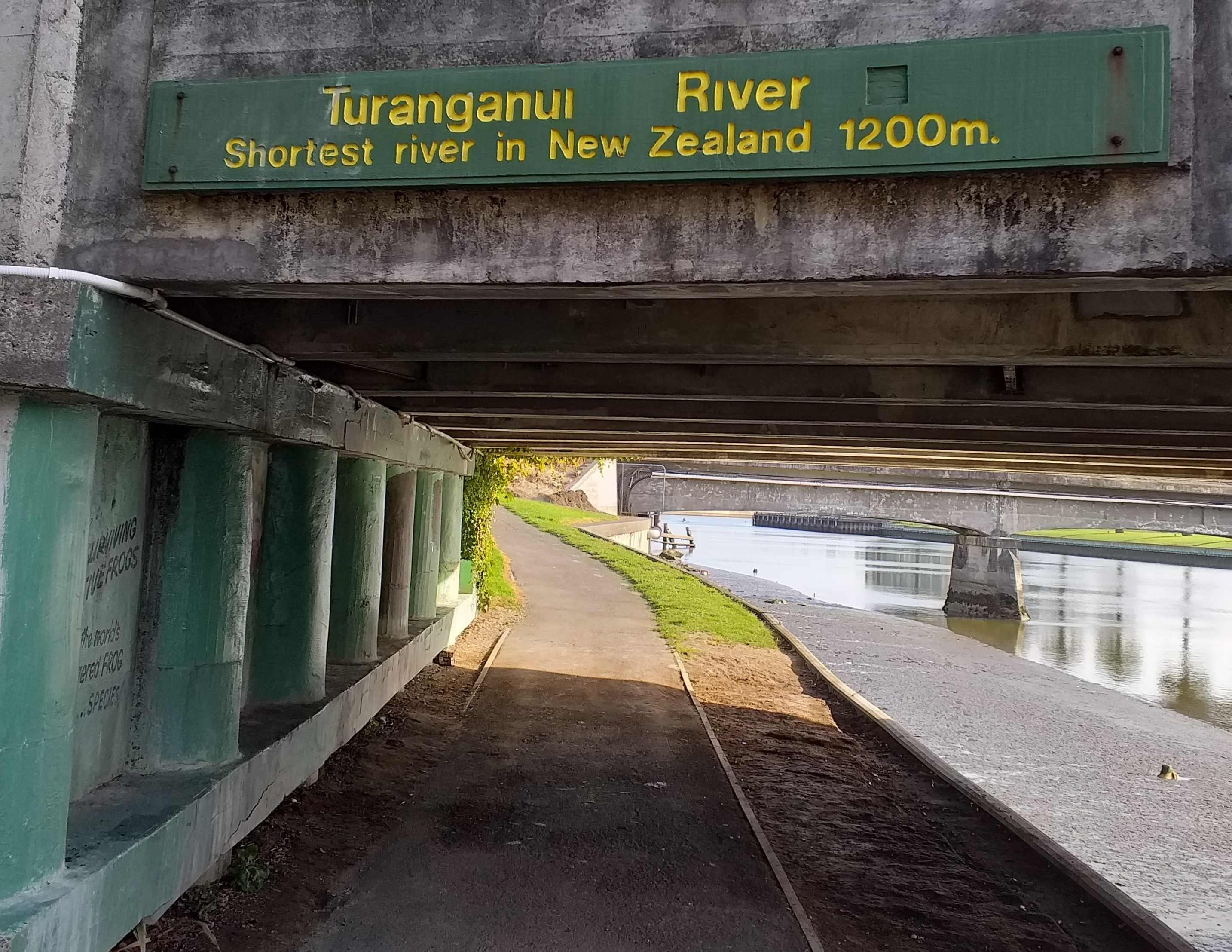
Il fiume Turanganui viene indicato come il più corto della Nuova Zelanda

Il fiume più lungo della Nuova Zelanda è il Waikato con una lunghezza di 425 chilometri. Il fiume con la maggior portata idrica è il Clutha, la cui portata media è di 613 m³/s. Si dice che il fiume più corto sia il fiume Turanganui a Gisborne a 1200 metri di lunghezza
Alcuni dei fiumi, specialmente quelli in ampie pianure alluvionali e dotati di argini, sono attraversati da lunghi ponti stradali. Il fiume Rakaia è attraversato dal ponte più lungo della Nuova Zelanda (1.757 metri). Il terzo ponte più lungo è il Whirokino Trestle Bridge sulla State Highway 1 che attraversa il fiume Manawatu.
In Nuova Zelanda sono stati mappati oltre 180.000 chilometri di fiumi.

## Fiumi della Nuova Zelanda
- Buller
- Clarence
- Clutha
- Gollans
- Grey River
- Karori
- Marokopa
- Oreti
- Orongorongo
- Rakaia
- Rangitata
- Rangitikei
- Robinson
- Tamaki
- Waiau
- Waikato (fiume)
- Wainuiomata
- Waitaki
- Wanganui
- Whanganui